# John Robinson (Fußballspieler, 1913)
John Robinson (* 1. April 1913 in Leeds; † Juni 1989 ebenda) war ein englischer Fußballspieler.

## Karriere
Der in Leeds geborene Robinson gehörte Huddersfield Town als Amateur an, ehe er im Mai 1936 vom Zweitdivisionär Sheffield United verpflichtet wurde. Als rechter Halbstürmer vorgestellt, bestritt er über die nächsten drei Spielzeiten seine insgesamt drei Ligaspiele für Sheffields erste Mannschaft allerdings als rechter Außenstürmer. Er debütierte dabei im April 1938 bei einem 0:0 im Heimspiel gegen Aston Villa, Anfang Februar 1939 folgten zwei weitere Einsätze anstelle von Jimmy Hagan bei Auswärtssiegen in Norwich und Plymouth. Am Saisonende stand für Sheffield als Meisterschaftszweiter der Erstligaaufstieg, Robinson wechselte allerdings in der Sommerpause gemeinsam mit seinem Mannschaftskollegen Richard Lowe zu Hull City in die Third Division North.
Nur kurze Zeit nach Saisonbeginn – Hull hatte ohne die Mitwirkung von Robinson zwei Saisonspiele bestritten – wurde wegen des Ausbruchs des Zweiten Weltkriegs der reguläre Spielbetrieb eingestellt. Die Spielzeit 1939/40 trat er für Hull in den kriegsbedingten Ersatzwettbewerben auf Rechtsaußen in Erscheinung, die Saison 1940/41 bestritt er dann als rechter Läufer. Insgesamt absolvierte er 46 torlose Einsätze für Hull in den Ersatzwettbewerben. Nachdem Hull wegen schwerer Beschädigungen der eigenen Spielstätte Anlaby Road durch deutsche Luftangriffe und aus finanziellen Gründen den Spielbetrieb ab 1941 für drei Jahre ausgesetzt hatte, kam Robinson letztmals im April 1945 zum Einsatz. Hull nahm in der Saison 1945/46 erneut nicht am Spielbetrieb teil, bei Wiederaufnahme des regulären Spielbetriebs 1946 gehörte er nicht mehr zum Aufgebot.